# Rẽ mỏ cong hông nâu
Rẽ mỏ cong hông nâu (danh pháp hai phần: Numenius madagascariensis) là một loài chim trong họ Scolopacidae.
Chúng có thân dài 60–66 cm và chiều dài ngang cánh 110 cm. Theo báo cáo, cơ thể có khối lượng 565–1.150 g, có thể ngang bằng với loài choắt Âu-Á. Mỏ cực dài, với chiều dài 12,8–20,1 cm.
Loài chim này trải qua mùa sinh sản ở đông bắc châu Á, bao gồm cả Siberia đến Kamchatka và Mông Cổ. Môi trường sinh sản của chúng bao gồm các đầm lầy và đầm lầy và các bờ hồ. Hầu hết các cá thể trú đông ở ven biển Australia, với một số ít hướng đến bán đảo Triều Tiên, Thái Lan, Philippines và New Zealand, nơi chúng trú ngụ tại các cửa sông, bãi biển và đầm lầy muối. Trong quá trình di cư, chúng thường bay qua Hoàng Hải.
Nó sử dụng cái mỏ dài, cong để mò các động vật không xương sống trong bùn. Nó có thể kiếm ăn đơn độc nhưng thường tụ tập thành đàn lớn để di cư hoặc trú ngụ. 